# Житомирська обласна асоціація футболу
Житомирська обласна асоціація футболу — обласна громадська спортивна організація, заснована 23 листопада 1992 року. Є колективним членом Української асоціації футболу. Головна мета її діяльності — сприяння розвитку та популяризації футболу в Житомирській області.
28 вересня 2016 року на VII позачерговій звітно-виборчій конференції Житомирської обласної федерації футболу було обрано нового голову федерації — Руслана Павлюка.
На конференції було затверджено нову редакцію Статуту, «за» проголосували 64 делегати. До членів обласної федерації футболу увійшов 21 колективний член.

## Основна інформація
Інформація станом на початок 1 березня 2014 року
| Показник                          | К-сть |
| --------------------------------- | ----- |
| Колективних членів ФФОО           | 32    |
| Районних асоціацій                | 10    |
| Міських асоціацій                 | 3     |
| Стадіонів для професійних змагань | -     |
| Стадіонів для аматорських змагань | 37    |

| Показник                 | К-сть |
| ------------------------ | ----- |
| Тренерів дорослих команд | 168   |
| Тренерів юнацьких команд | 55    |
| Арбітрів у полі          | 38    |
| Асистентів арбітрів      | 40    |
| СДЮШОР та ДЮСШ (футбол)  | -/31  |

| Особи, що займаються футболом | К-сть |
| ----------------------------- | ----- |
| 8—10-річні                    | 480   |
| 11—14-річні                   | 12350 |
| 15—17-річні                   | 2900  |
| 18—35-річні                   | 9820  |
| 36 і більше                   | 450   |

| Учасники дитячо-юнацьких змагань | К-сть |
| -------------------------------- | ----- |
| Всеукраїнських                   | 6     |
| Обласних                         | 5988  |
| Районних                         | 146   |
| Міських                          | 24    |
| «Шкіряний м'яч»                  | 5884  |

| Учасників змагань (команд)               | Кількість |
| ---------------------------------------- | --------- |
| Професійних у великому футболі / футзалі | — / —     |
| Жіночих регіональних / всеукраїнських    | — / —     |
| Ветеранів регіональних / всеукраїнських  | 3 / —     |
| Районних / міських серед дорослих        | 323       |
| Районних / міських з футзалу             | — / —     |

## Турніри
Під егідою Житомирської обласної асоціації футболу постійно відбуваються такі змагання:
- Чемпіонат Житомирської області з футболу
- Першість Житомирської області з футболу
- Кубок Житомирської області з футболу

## Керівництво
Інформація станом на початок 29 березня 2017 року
| Ім'я                | Посада                  |
| ------------------- | ----------------------- |
| Руслан Павлюк       | Голова асоціації        |
| Василь Гордійчук    | Перший заступник голови |
| Віктор Радушинський | Перший заступник голови |
| Володимир Дорошенко | Заступник голови        |
| Олександр Подгорчук | Заступник голови        |
| Ісхат Хошаба        | Заступник голови        |
| Руслан Маєвський    | Виконавчий директор     |

### Голови асоціації (історія)
| Ім'я                                    | Період головування                                              |
| --------------------------------------- | --------------------------------------------------------------- |
| Інформація до квітня 2007 року відсутня |                                                                 |
| Олександр Чернявський                   | квітень 2007 — 12 січня 2011                                    |
| Олександр Коцюбко Юрій Опанащук         | 12 січня 2011 — 11 лютого 2013 15 березня 2011 — 11 лютого 2013 |
| Олександр Коцюбко                       | з 11 лютого 2013 до 28 вересня 2016                             |
| Руслан Павлюк                           | з 28 вересня 2016                                               |

## Контакти
- адреса: Україна, м. Житомир, майдан Корольова 3/14, офіс 301—302
- web: zhoff.org.ua [Архівовано 29 жовтня 2020 у Wayback Machine.]
- Facebook: facebook.com/zhytff/

## Нотатки
1. ↑  У 1992—2019 роках регіональні футбольні організації, а також національна Федерація футболу України мали назву «федерації». Така термінологія зберігалася через радянську традицію найменування. Зміни відбулися у 2019 році з метою впровадження загальноприйнятої в Європі термінології.